# Rhombenbarbe
Die Rhombenbarbe (Desmopuntius rhomboocellatus (Synonyme: Barbus kahajani Hoedeman, 1956 & Barbus tetrazona, Bleeker, 1856, Puntius rhomboocellatus, Systomus rhomboocellatus)) ist ein Süßwasserfisch aus der Familie der Karpfenfische (Cyprinidae). Sie kommt endemisch nur im Süden der indonesische Insel Kalimantan in den Flüssen Kapuas und Kahayan und in der Umgebung von Banjarmasin vor.

## Merkmale
Die Rhombenbarbe wird sieben Zentimeter lang. Ihr Körper ist gattungstypisch für Desmopuntius-Arten und seitlich nur wenig abgeflacht. Ihre Grundfarbe ist rötlich, der Rücken ist bräunlich bis grünlich, die Seiten schimmern silbrig. Die Körperseiten sind durch einige dunkle, oft rhombenförmige und dann ein helles Zentrum aufweisende Querbinden gemustert, deren erste durch das Auge verläuft. Die letzte Querbinden liegt auf dem Schwanzflossenstiel. Ein schwarzer Fleck befindet sich unterhalb der letzten Rückenflossenstrahlen, ein weiterer, der nur von unten sichtbar ist, zwischen den Bauchflossen. Die Flossen sind farblos, nur der erste Rückenflossenstrahl ist schwarz. Weibchen besitzen einen deutlich massigeren Körper.
- Flossenformel: Dorsale: 4/8; Anale: 3/5; Pectorale: 1/14; Ventrale: 1/8.
- Schuppenformel: mLR 24.